# Bastian Krämmer
Bastian Krämmer  (* 21. April 1992 in Landshut) ist ein deutscher Eishockeyspieler, der seit 2022 beim EV Dingolfing in der Eishockey-Landesliga Bayern (fünfte Spielklasse) spielt.

## Karriere
Krämmer erlernte das Eishockeyspielen in der Nachwuchsabteilung des EV Landshut, für deren Mannschaften er zwischen 2005 und 2012 in der Schüler-Bundesliga und Deutschen Nachwuchsliga aktiv war. 2011 feierte er mit Landshut den erstmaligen Gewinn der DNL-Meisterschaft.
Im Verlauf der Saison 2011/12 gab der Verteidiger sein Debüt der Seniorenmannschaft Landshuts in der 2. Eishockey-Bundesliga. Darüber hinaus bestritt er auf Leihbasis auch Partien für die EHF Passau Black Hawks in der drittklassigen Eishockey-Oberliga.
Zu Beginn der Saison 2012/13 stand Krämmer bei den Löwen Frankfurt  in der Oberliga unter Vertrag, anschließend beim Hamburger SV aus der Oberliga Nord. Zwischen 2013 und 2022 war er anschließend beim EV Moosburg in der Bayernliga und Landesliga Bayern aktiv.

## Erfolge und Auszeichnungen
- 2011 Deutscher Nachwuchsmeister mit dem EV Landshut